# Companhia de Telecomunicações da Guiné-Bissau
Companhia de Telecomunicações da Guiné-Bissau (Guiné Telecom) é uma empresa pública de administração indireta guinéu-bissauense responsável pela rede de telefonia fixa e da rede por cabo do país. Sua sede fica na cidade de Bissau.

## Histórico
Em 1885 o conde Thadeu Oksza e o governo português ligaram a Guiné (Bolama) à linha telegráfica que passava por Cabo Verde, de conexão entre Lisboa e Luanda, no que viria se transformar na India Rubber Guttapercha Telegraph Works Limited. No mesmo ano a Western African Telegraph Company liga Bolama a Conacri, e; em 1886, a Banjul. Essas ligações submarinas são o início das telecomunicações da Guiné.
Após a implantação da república portuguesa, os serviços privados coloniais de telecomunicações passaram à administração estatal, sendo geridos pela Administração-Geral dos Correios, Telégrafos e Telefones (CTT).
Na década de 1960, o CTT torna-se CTT - Correios e Telecomunicações de Portugal, E. P., e; após o processo de independência da Guiné, surgiram os Correios da Guiné-Bissau (CGB), continuando a administrar os serviços telefônicos e telegráficos do país.
Em 1989, o governo guinéu-bissauense decide separar a administração dos serviços telefônicos do CGB, para criar a "Companhia de Telecomunicações da Guiné-Bissau" (Guiné Telecom).
Em 2003 o governo da Guiné decide por separar os serviços de telefonia móvel dos de telefonia fixa, com o último permanecendo sob coordenação da Guiné Telecom. Foi criada a subsidiária Guinetel, vocacionada à telefonia móvel, com capital majoritário da Guiné Telecom, e minoritário da Portugal Telecom e de um consórcio de funcionários da empresa.